# August Langhoffer
August Langhoffer (Kisač kraj Novog Sada, 17. travnja 1861. – Zagreb, 28. ožujka 1940.) bio je hrvatski zoolog i entomolog.

## Životopis
Rođen 1861. godine. Otac mu je bio učitelj. U Novom Sadu i Osijeku pohađao osnovnu školu i gimnaziju. Gimnaziju završio u Sarvašu. Studirao prirodoslovlje. Počeo u Zagrebu, završio u Beču. Doktorirao u Jeni. Radio kao srednjoškolski profesor na gimnaziji u Rijeci, u Bakru u Nautičko-trgovačkoj školi, zatim opet u gimnazijama, u Senju, Osijeku i Zagrebu. Habilitirao 1895. na temi socijalnog odnošaja kod kukaca. Naslijedio Spiridona Brusinu na mjestu Zoologijskog odjela Hrvatskoga narodnog muzeja u Zagrebu. Predavao zoologiju na Medicinskom fakultetu u Zagrebu. Proučavao dvokrilce i opnokrilce, kopnenu i vodenu faunu. Prvi sustavno istraživao faunu hrvatskih pećina.
Predavao zoologiju na Filozofskom fakultetu 11 godina kao redovni profesor, od 1919. do 1930. godine. Od 1919. do 1930. godine predavao je etimologiju na Poljoprivredno-šumarskom fakultetu i posebno se bavio proučavanjem štetočina (gubara i dr.) hrvatskih hrastovih šuma. Predavao na Šumarskom odjelu Gospodarsko-šumarskog fakulteta Sveučilišta u Zagrebu.
Umirovljen 1927. godine. Objavio više od 330 radova. Pisao o zoološkom nazivlju te je iz udbženika izvadio 6000 narodnih naziva te hrvatske nazive za zoološke pojmove. Kukcima davao imena hrvatskih toponima ili povijesnih događaja (istrianus, uskokensis). Objavio popis riba hrvatske faune. Važno njegovo upozorenje iz 1895. na kalifornijskog crvca, koji se u Hrvatskoj pojavio 34 godine poslije. Putovao diljem svijeta u znanstvene svrhe. Član Hrvatsko-slavonskog šumarskog društva.

## Priznanja
- Začasni član Hrvatskoga prirodoslovnog društva.[2]
- 1925. mu je dodijeljen Orden sv. Save III. reda.[2]
- Njegovim su imenom nazvane vrste i podvrste kukaca, poput najvećeg slijepog kornjaša u Hrvatskoj Anophthalmus langhofferi Csiki.[2]